# Кълъмбъс (модул)
Вижте пояснителната страница за други значения на Кълъмбъс.
Кълъмбъс (на английски: Columbus) е модул на Международната космическа станция, построен от италианската компания Талес Аления Спейс по поръчка на Италианската (ИКА) и Европейската космическа агенции (ЕКА). Двете агенции притежават 51% от модула, а другите 49% са собственост на НАСА, тъй като тя извежда модула в космоса и подсигурява захранването му с енергия и други ресурси.

## Описание
ИКА и ЕКА похарчват €1,4 милиарда за конструиране на модула, чиято основна функция е да служи като лаборатория в космоса. Модулът разполага с микрометеоритен щит, пасивна и активна система за термален контрол, система за контрол на средата и други подсистеми. Модулът побира 10 активни международни стандартни транспортни стелажи (по максимум 998 kg всеки), а от външната му част могат да бъдат поставени четири пакета с експерименти на специални платформи (по максимум 370 kg всеки).

## Характеристика
Кълъмбъс тежи 12 800 kg и има диаметър 4,477 m. Дължината му е 6,871 m, като това не включва платформите за външни експерименти. Модулът е изстрелян на 7 февруари 2008 година на борда на космическата совалка Атлантис на мисия STS-122, полет ISS-1E за построяване на МКС. Кълъмбъс е скачен към модула Хармъни на станцията на 11 февруари 2008 година. Операциите на Кълъмбъс се ръководят от Контролен център Кълъмбъс в Оберпфафенхофен близо до Мюнхен, Германия.

## Спецификации
- Дължина: 6,871 m
- Диаметър: 4,477 m
- Маса без товар: 10 275 kg
- Маса при изстрелване: 12 775 kg
- Максимален товар: 9000 kg
- Максимална маса в орбита: 21 000 kg
- Общ вътрешен обем: 75 m3
- Обитаем обем: 50 m3
- Обем на стелажите: 25 m3
- Максимален екипаж: 3
- Температура: 16° – 27 °C
- Въздушно налягане: 959 – 1013 hPa